# 宽蕊地榆
宽蕊地榆（学名：Sanguisorba applanata）是蔷薇科地榆属的植物，是中国的特有植物。分布于中国大陆的江苏、山东、河北等地，生长于海拔100米至500米的地区，多生长于溪边、山沟阴湿处以及疏林下，目前尚未由人工引种栽培。

## 异名
- Sanguisorba applanata Yu et Li var. villosa Yu et Li